# Рылеев, Александр Михайлович
Александр Михайлович Рылеев (1830—1907) — генерал от инфантерии.

## Биография
Сын генерал-лейтенанта Михаила Николаевича Рылеева.
Окончил Пажеский корпус, из камер-пажей произведен в прапорщики лейб-гвардии Преображенского полка. Участвовал в походе гвардии к западным пределам Российской империи, по случаю Венгерской войны. 19 апреля 1853 года произведен в подпоручики. С 24 февраля 1854 года и по 21 марта 1855 года был ординарцем при Наследнике Цесаревиче, главнокомандовавшем гвардией и гренадерскими корпусами.
17 апреля 1855 года назначен флигель-адъютантом, в том же году награждён орденом Святой Анны 3 степени, а 30 августа произведен в штабс-капитаны. В следующем 1856 году удостоился изъявления Монаршего благоволения и награждён орденом Святого Владимира 4 степени. 1 июля 1858 года произведен в капитаны, в 1859 году награждён орденом Святого Станислава 2 степени и в 1860 году удостоился изъявления Монаршего благоволения.
20 августа 1860 года был назначен адъютантом Управления Императорской Главной Квартиры: 23 апреля 1861 года за отличие произведен в полковники, в 1863 году награждён орденом Святой Анны 2 степени и в 1865 году орденом Святого Владимира 3 степени . В 1864 году 1 января назначен комендантом Императорской Главной Квартиры, и эту должность он занимал с 27 марта 1864 года и по 30 августа 1867 года.
Произведен в генерал-майоры с назначением в Свиту Его Величества. В 1869 году награждён орденом Святого Станислава 1 степени и в 1871 году орденом Святой Анны 1 степени.
В 1873 году он назначен генерал-адъютантом к Его Величеству. 30 августа 1876 года произведен в генерал-лейтенанты с оставлением в должности и в звании генерал-адъютанта. В 1877 году ему пожалован орден Святого Владимира 2 степени с медальоном, в 1888 году награждён орденом Белого Орла и в 1883 году орденом Святого Александра Невского. 30 августа 1890 года Рылеев произведен в генералы от инфантерии, с оставлением в звании генерал-адъютанта.
Согласно воспоминаниям Мориса Палеолога, генерал Рылеев был одним из ближайших доверенных лиц царя Александра Второго и его шафером на свадьбе с княгиней Юрьевской. 
Скончался в 1907 году.
Исключен из списков умершим (Высочайшим Приказом о чинах военных 20.04.1907).